# Potez XV
Le Potez XV  est un biplan monomoteur français conçu en 1921. Il constitue la base de tous les prototypes développés par Potez dans les 10 années suivantes

## Historique
Le Potez XV est construit à titre privé par la société des Aéroplanes Henry Potez et dérive du SEA IV. Il entre dans le cadre d'une politique de commandes effectuées par l'État français pour soutenir l'industrie aéronautique.
La structure du fuselage est constituée d'une ossature en chêne pour la partie avant et en spruce pour l'arrière. Le moteur, à l'avant, repose sur deux berceaux en tôles d'acier et deux autres en duralumin et contreplaqué. L'ensemble est recouvert d'un capotage en aluminium. La partie centrale est couverte de contreplaqué et la partie arrière est entoilée et croisillonnée de cordes à piano. Les ailes sont entoilées et présentent des nervures fortement resserrées, pour tendre la toile. Les haubans sont en duralumin. L'empennage arrière est entoilé et dérive pour la partie verticale du Potez IX. Le train d'atterrissage comprend deux roues situées au niveau du bord d'attaque et une béquille à l'arrière.
Le poste de pilotage est derrière le moteur, sur lequel et placé une mitrailleuse. Le poste d'observateur, en arrière, comprend une circulaire équipée d'un jumelage de mitrailleuses.
Un réservoir supplémentaire peut être ajouté de même que trois types d'appareils photographiques. Les modèles F.50 à prise verticale et oblique et F.26 à grand champ sont installés à l'arrière du poste d'observateur. Le modèle F.120 est placé derrière le poste d'observateur. 
Le premier vol a probablement lieu au mois d'octobre 1921. L'avion est présenté à la 7e exposition internationale de Paris entre le 12 et le 27 novembre 1921. Le STAé mène les essais en vol à Villacoublay jusqu'au printemps 1922. Aucune commande n'est décidée. Le rapport d'essais indique que la prise en compte des modifications demandées pourrait avoir une issue positive.
Le prototype est transformé en conséquence. Les ailes sont agrandies par adjonction d'ailerons débordants et compensés. Le fuselage est allongé, aminci au centre et la puissance du moteur est augmentée. De nouveaux essais sont effectués le 7 août 1923 et débouchent sur une production en série.
Plus de 400 Potez XV A2 sont construits en France par les établissements Potez et Farman. Un certain nombre est cédé à des armées étrangères. Une production sous licence a lieu en Pologne, en Roumanie et peut-être en Serbie.
Ce modèle est remplacé rapidement dans l'Aéronautique française par le Potez 25.

## Variantes
- Le Potez XV S à grande autonomie teste différentes voilures qui influenceront les Potez 23, 24 et 25. Il sert ensuite de prototype pour le Potez 27.
- Le Potez HO 2 est un Potez XV équipé de flotteurs et le Potez 17 une version postale.

## Utilisateurs
- France :
  - Potez : prototype, numéro constructeur 171
  - Aéronautique militaire : Quatre cents exemplaires sont pris en compte dont un certain nombre est cédé à des armées étrangères.
- Pologne
  - Armée de la république de Pologne : 110 exemplaires sont importés et 135 sont produits par Plage & Lage et PWS en Pologne.
- Roumanie
  - Armée du royaume de Roumanie. 120 exemplaires sont importés et 80 sont produits par IAR en Roumanie.
- Serbie
  - Armée du futur royaume de Yougoslavie. 25 exemplaires sont pris en compte dont une partie a peut-être été produite localement.
- Espagne
  - Armée du royaume d'Espagne. 12 exemplaires sont importés.
- Danemark
  - Armée du royaume du Danemark. Huit exemplaires sont importés.